# FOXG1
FOXG1‏ (Forkhead box G1) هوَ بروتين يُشَفر بواسطة جين FOXG1 في الإنسان.